# Klaus-Günter Stade
Klaus-Günter Stade (* 24. Mai 1953) ist ein ehemaliger deutscher Fußballspieler. Der Offensivspieler hat in der Saison 1976/77 bei Tennis Borussia in der Fußball-Bundesliga drei Ligaspiele absolviert.

## Karriere
Über die Stationen Norden-Nordwest Berlin und Tennis Borussia Amateure landete der Angreifer zur letzten Runde der alten zweitklassigen Regionalliga, 1973/74, beim 1. FC Neukölln. Bei den Blau-Gelben von der Sonnenallee debütierte der Neuzugang am Rundenstarttag, den 26. August 1973, bei einem 1:1 bei BW 90 Berlin, in der Fußball-Regionalliga Berlin. Er bildete zumeist mit Werner Wendt und Wulf-Ingo Usbeck den Angriff und belegte am Rundenende nach 29 Ligaeinsätzen mit acht Toren mit Neukölln den 7. Rang. Stade gehörte danach wieder dem Amateurteam von Tennis Borussia an, als die „Veilchen“ 1976/77 ihre zweite Saison in der Bundesliga spielten. Als Amateur gehörte er dem Spielerkader von Trainer Rudi Gutendorf an. In der Saison 1976/77 absolvierte der Angreifer beim Aufsteiger drei Spiele. In der TeBe-Offensive konkurrierte er mit Spielern wie Benny Wendt (20 Tore), Karlheinz Subklewe, Winfried Stradt, Christian Sackewitz und Detlef Bruckhoff. Alle drei Partien – Bayern München (0:9), 1. FC Köln (4:8), FC Schalke 04 (1:3) -, in denen Stade jeweils eingewechselt wurde, gingen mit einem Gesamttorverhältnis von 5:20 verloren. TeBe stieg zu Spielzeitende als Tabellenvorletzter, vor Rot-Weiss Essen in die Zweitklassigkeit ab.